# 沖繩電視台
沖繩電視放送株式会社（日语：／ Okinawa Terebi Hōsō */?），通稱沖繩電視台，簡稱OTV，是日本的一家以沖繩縣為播出地區的電視台。沖繩電視台開播于1958年11月1日，是富士電視台聯播網（FNN及FNS）成員，呼號為JOOF-DTV，遙控器號碼是8頻道。除富士電視台系列節目之外，沖繩電視台亦播出日本電視台系列部分節目，並且參與日本電視台大型特別節目《24小時電視 「愛心救地球」》。

## 資本構成
下表列出2021年3月31日時沖繩電視台的主要股東:486：
| 資本金         | 發行股份總數 | 股東數 |
| -------------- | ------------ | ------ |
| 2億8.800萬日元 | 80,000株     | 129    |

| 股東             | 持股數   | 比例   |
| ---------------- | -------- | ------ |
| 富士媒體控股     | 24,161股 | 30.20% |
| 山城安博         | 07,222股 | 09.02% |
| 大同火災海上保險 | 03,880股 | 04.85% |

## 歷史

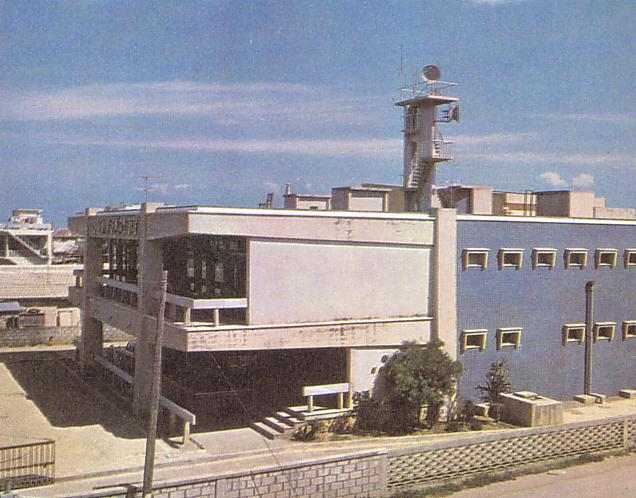
1960年代的沖繩電視台總部

沖繩縣第一家電視台是1955年開播的美軍廣播電視台（AFRTS），由於最初發射功率只有250瓦，幾乎不為駐日美軍以外人士所知；後來AFRTS發射功率增強至5千瓦，但因使用英語播出，仍少有沖繩當地民眾收看:47。1956年7月，琉球政府行政主席當間重剛申請設立電視台；1958年2月獲得籌備執照，同年4月舉辦成立大會:47。當時正值美國統治琉球時期，因此沖繩電視台在日本本土展開業務時和外資企業同樣受到各種限制，十分不便。在這一情況下，富士電視台和沖繩電視台共同出資設立東京沖繩電視株式會社，協助沖繩電視台在東京都展開廣告業務，成為沖繩電視台加入富士電視台系列的原因之一:48-49。
1959年10月16日，沖繩電視台開始進行試播:49；同年11月1日，沖繩電視台正式開播，呼號是KSDW-TV，成為沖繩第一家民營電視台:49。1963年，沖繩電視台開始在白天播出節目，每日平均播出時間延長至11小時:53；同年，沖繩電視台營業額超過67萬美元，首次實現盈利:91。翌年，隨著日本本土和沖繩縣之間的微波回線完成，沖繩電視台實現實時播出日本本土的節目:56。當時日本放送協會（NHK）在沖繩並無分支機構，因此沖繩電視台曾在1964年至1968年播出《連續電視小說》等部分NHK節目:60。1967年沖繩放送協會開播後，沖繩電視台使用富士電視台節目替代NHK節目:62。1968年5月5日，沖繩電視台開始播出彩色電視節目，最初每日播出2小時彩色節目:63；同年度沖繩電視台營業額超過120萬美元:92。1970年，沖繩電視台首次實現股票分紅:92。
1972年沖繩返還之後，沖繩電視台的呼號從KSDW-TV改為JOOF-TV，頻道號碼從10頻道改為8頻道:68，彩色節目比例增加到91%:68。這一年度沖繩電視台的營業額增加43.3%，達到9.5億日元:92。1974年，沖繩電視台實現全天無中斷播出:72。1981年，沖繩電視台開始修建新總部，並於1983年2月竣工。新總部工程耗資22億日元，地上部分有12層，其中3至5層是沖繩電視台的專有空間:84-85。攝影棚設在三層、新聞攝影棚及主控室設在四層、各事務辦公部門設在五層:276-277。1987年開始，沖繩電視台製作了長期系列紀錄片《沖繩發 我們地球人》，介紹世界各地的沖繩人移民，播出長達10年135集:86。1986年度，沖繩電視台營業額首次超過琉球放送電視部門營業額:93。1987年度沖繩電視台的營業額達44億日元，在沖繩返還後的15年增長近5倍:92。1991年，沖繩電視台導入了衛星新聞轉播（SNG）系統:106。
1993年，沖繩電視台和琉球放送在先島群島共同設置轉播站，令先島群島民眾亦能收看到民營電視節目:112-113。為擴展電視廣告以外收入，沖繩電視台在1995年開設了住宅展示場，進軍住宅產業:118-120。1996年，沖繩電視台製作的紀錄片《被悲風吹拂 士兵等了50年》（悲風に吹かれて～兵士は50年待っていた～）獲得民放聯賞最優秀賞，是沖繩縣的電視台第一次獲得這一榮譽:122。自沖繩縣導入機械式收視率調查之後，沖繩電視台在1997年和1998年獲得收視率三冠王，之後在2002年至2012年亦連續11年獲得收視率三冠王:168-169。
2006年12月1日，沖繩電視台開始播出數位電視訊號，並於2011年7月24日停止播出類比電視訊號:175-177。但由於數位電視的設備投資費用成為沉重負擔，沖繩電視台在2007年度時隔45年再次出現赤字:175。2008年度，沖繩電視台恢復盈利:175。2012年，沖繩電視台成為富士媒體控股的權益法子公司。至2016年3月，沖繩電視台連續236個月獲得全日收視率第一位

## 節目

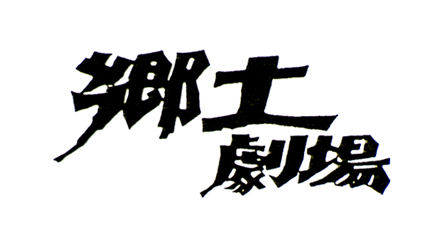
鄉土劇場節目標誌

在沖繩返還一個月後，沖繩電視台製作了沖繩縣知事選舉和沖繩縣議會議員選舉開票特別節目，並將選舉結果通過富士電視台系列在日本全國播出:70-71。1978年，沖繩電視台開始在平日傍晚播出大型帶狀自製新聞節目《OTV新聞6:30》:79。1999年，沖繩電視台成功拍攝到儒艮求愛的珍貴畫面，獲得FNN月間優秀賞的肯定:134-135。2000年，沖繩電視台再次憑藉對第26屆G8峰會的報道獲得FNN月間最優秀賞:142。現在沖繩電視台的傍晚自製新聞節目是《OTV Live News it!》，自2019年開始播出。
《鄉土劇場》是沖繩電視台的招牌自製節目，自1960年開始播出，曾取得過超過80%的高收視率:75-76，2003年迎來播出第2,000集:77，現在仍在每月第四個週三播出。《沖繩名士劇》是沖繩電視台的另一代表戲劇節目，播出於1963年至1991年，共製作21次:77-78。2000年11月，沖繩電視台播出開播41週年紀念直播電視劇《2001年電視之旅》（2001年テレビの旅），取得熱烈反響:144。沖繩電視台在開播50週年之際的2009年製作播出紀念電視劇《榮町狂想曲》（栄町ラプソディー～しろつめ草ゆれて～），在沖繩本地獲得高評價:165。
播出於1996年至2001年的《BOOM BOOM》是沖繩電視台自製的音樂節目，在每週六傍晚播出，獲得過超過10%的高收視率，並成功在部分FNS加盟台和獨立電視台播出:136-137。2008年沖繩電視台開始播出的《Hi-Pu☆Hop》以「廣播風電視」為節目理念，在週六傍晚播出，獲得過14%的高收視率，並從2009年開始將節目時間延長至一小時:161-162。
《道筆廚師的美味堂》播出於2007年至2011年，是沖繩電視台在黃金時段播出的自製美食綜藝節目，在2009年取得過15.5%的高收視率:161。現在沖繩電視台在黃金時段的自製綜藝節目是《Ageage飯》（アゲアゲめし），在每週五19時播出。

## 註释
1. ↑  「三冠」指全日（6:00-24:00）、黃金時間（19:00-22:00）、晚間時段（19:00-23:00）三個時段皆獲得收視率第一。

## 外部連結
- OTV 沖繩電視台 （页面存档备份，存于） - 官方網站
- OTVゆ〜たん【沖繩電視台官方】的X（前Twitter）
- OTV沖繩電視台的Facebook專頁
- 沖繩電視台 OTV的Instagram帳戶
- YouTube上的OTV沖繩電視台頻道